# Friedrich Wilhelm Lyra

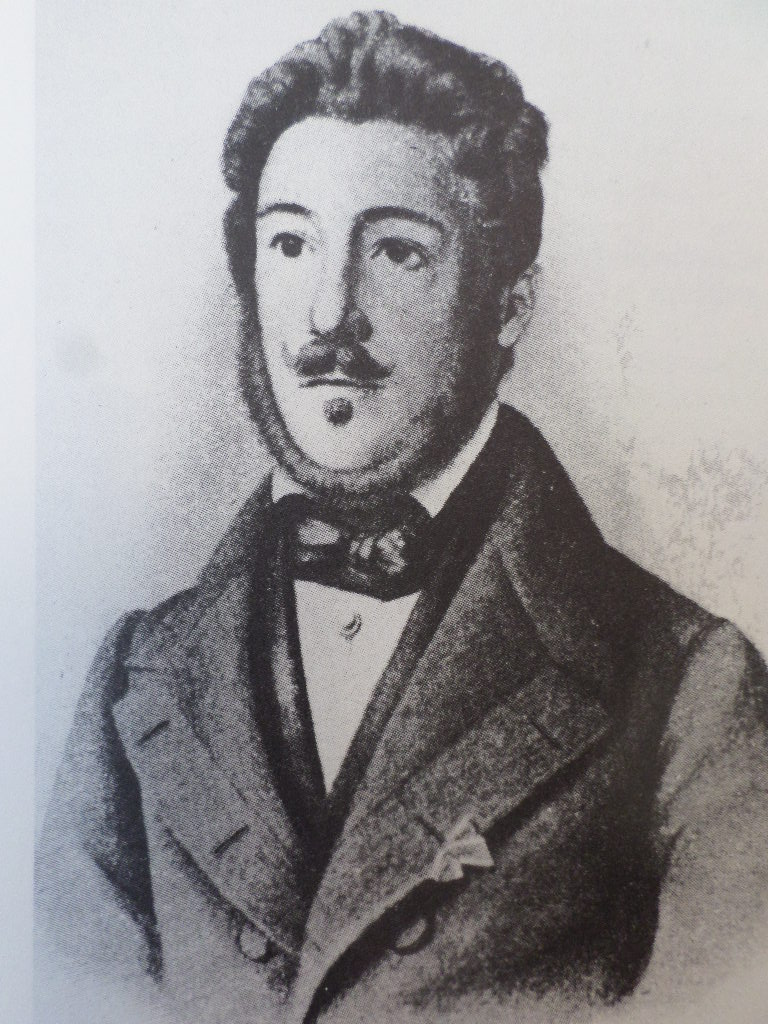
Friedrich Wilhelm Lyra

Friedrich Wilhelm Lyra (* 17. Juni 1794 in Achelriede bei Osnabrück; † 16. November 1848 in Osnabrück) war ein Verwaltungsbeamter, Archivar und volkstümlicher Autor.

## Familie
Friedrich Wilhelm Lyra wurde als Sohn von Heinrich Wilhelm Lyra, Pastor in Achelriede bei Osnabrück, geboren.
Er heiratete 1821 in Osnabrück Auguste Tenge (1797–1880), Tochter des Weinhändlers Justus Johann Tenge (1756–1830) und seiner Ehefrau Marie Gertrud Jäger (1768–1846). Das Paar hat den Sohn Justus Wilhelm Lyra (1822–1882), Komponist und Pastor.

## Leben
Schon vor den Freiheitskriegen, wo er an der Schlacht bei Waterloo teilnahm, war in den Dienst der Stadt Osnabrück getreten. Auf Grund seiner verwandtschaftlichen Beziehungen erhielt er 1820 die Position als Registrator der Justizkanzlei. Er wurde 1844 des Amtes enthoben und mit 500 Talern Pension jährlich abgefunden.
Schon als junger Mann hatte Lyra begonnen, Sitten, Gewohnheiten und Anschauungen seiner Landsleute zu sammeln. Erstmals 1844 veröffentlichte er seine Studien in dem Band „Plattdeutsche Briefe, Erzählungen und Gedichte“. Seine im weitesten Sinne volkskundliche Tätigkeit erzielte überregional Beachtung. So druckte noch 1913 der in Hamburg erscheinende „Quickborn“ eine Auswahl seiner Arbeiten ab (s. Werke). Lyra stand im regen Briefwechsel mit Schriftstellern und Theologen seiner Zeit, wie Ernst Moritz Arndt, Jacob Grimm und Ludwig Gotthard Kosegarten.

## Schriftstellerisches Werk
„Das immer weitere Vordringen des Hochdeutschen beklagte er lebhaft und bemühte sich demgegenüber mit Eifer, den plattdeutschen Osnabrücker Dialekt in seiner alten Eigenart und besonders dessen Sprichwörter und sprichwörtliche Redensarten zu erhalten. […] Dasselbe verfolgt in erster Linie den Zweck, alte plattdeutsche Wörter und Redewendungen, die er, um das Interesse zu erhöhen, nicht lexikalisch zusammenstellt, sondern in zwangloser Weise in heitere und ernste Plaudereien verwebt, vor der Vergessenheit zu bewahren.“

## Werke
- Plattdeutsche Briefe, Erzählungen und Gedichte. Rackhorst, Osnabrück 1845, 2. Aufl. 1856
- Schnack und Schnurren. Hamburg 1913